# Saaresjärvi (sjö i Kuhmois, Linnavuori)
Saaresjärvi är en sjö i kommunen Kuhmois i landskapet Mellersta Finland i Finland. Arean är 42 hektar och strandlinjen är 5,12 kilometer lång. Sjön  ingår i Kymmene älvs huvudavrinningsområde.   Den ligger omkring 73 kilometer söder om Jyväskylä och omkring 160 kilometer norr om Helsingfors. 